# فرهاد اصلانی
فرهاد اصلانی (زادهٔ ۱۸ خرداد ۱۳۴۵) بازیگر اهل ایران است. او در سال (۱۳۹۰) برای بازی در فیلم‌های زندگی خصوصی و خرس برندهٔ سیمرغ بلورین بهترین بازیگر نقش اول مرد جشنواره فیلم فجر شد. همچنین برای بازی در فیلم دختر (۱۳۹۴) مورد تحسین قرار گرفت.

## زندگی و حرفه
فرهاد اصلانی در سال ۱۸ خرداد ۱۳۴۵ در شهر بیجار متولد شد. او در سال ۱۳۷۰ در دوره دو ساله کارگردانی و بازیگری در زمینه تئاتر از فرهنگسرای نیاوران دانش‌آموخته شد. بازی در تئاتر را در سال ۱۳۷۵ هم‌زمان با تحصیل و همچنین بازی در نمایش‌های رادیویی را از سال ۱۳۷۱ آغاز نمود. وی در سال ۱۳۷۲ اولین بار در مجموعه تلویزیونی همسایه‌ها ایفای نقش کرد و سپس حضور در جلوی دوربین را در سال ۱۳۷۳ با فیلم روسری آبی کاری از رخشان بنی‌اعتماد تجربه کرد. وی در سال ۱۳۹۰ در سه فیلم خرس، زندگی خصوصی و من مادر هستم نقش‌آفرینی نمود و توانست سیمرغ بلورین بهترین بازیگر مرد را برای دو فیلم اول نامبرده شده دریافت کند.
در سال ۱۳۸۹ در سریال مختارنامه نقش عبیدالله بن زیاد را بازی کرد.
اصلانی در سال ۱۳۹۵ با بازی در فیلم دختر اثر رضا میرکریمی، توانست اولین جایزه بین‌المللی خود را از سی و هشتمین دوره جشنواره بین‌المللی فیلم مسکو دریافت کند و در ادامه هم در چهار فستیوال بین‌المللی دیگر نامزد دریافت جایزه شود.

### اتهام آزار جنسی
در ۳ فروردین ۱۴۰۱، دستیار کارگردان سمیه میرشمسی در توئیتر اعلام کرد که در حین کار بر روی فیلمی به کارگردانی هاتف علیمردانی مورد «آزار جنسی» و «رفتار خشونت‌آمیز» از طرف اصلانی قرار گرفته است. میرشمسی افزود که در زمان وقوع حادثه اصلانی نوشیدنی الکلی مصرف کرده بود و «دستش را گرفته و خواسته که خانم میرشمسی صورتش را ببوسد». آوازه شهناز، فیلم‌ساز نیز مدعی شد که «تجربه مشابهی» با اصلانی داشته است.
در ۸ فروردین، انجمن صنفی برنامه‌ریزان و دستیاران کارگردان سینمای ایران در بیانیه‌ای ضمن تأکید «صداقت» میرشمسی نوشت: «ناامنی‌های روانی و حتی تهدید و برخورد فیزیکی در پشت صحنه تولید صنعت فیلم ایران، برای نخستین بار نیست که اتفاق می‌افتد و برای ریشه‌کن کردن این رویه غیرانسانی، برخورد ریشه‌ای، جدی و هماهنگی‌های بینا صنفی نیاز است.»
ترانه علیدوستی، ضمن انتشار، تأیید و حمایت از گفته‌های سمیه میرشمسی، یکی از علل عدم رسیدگی به این‌گونه دعاوی را نبود قوانین حقوقی در این زمینه دانست. علیدوستی با اشاره به حضور فیلم برادران لیلا در جشنواره فیلم کن با بازیگری فرهاد اصلانی گفت: کنار متهم به آزار جنسی نمی‌ایستیم.
در پی طرح عمومی اتهامات سمیه میرشمسی صدها بازیگر و کارگردان زن شناخته شده در بیانیه‌ای مدعی وجود خشونت سیستماتیک علیه آن‌ها در سینمای ایران، خواستار برخورد قانونی جدی با متخلفان شدند.
اصلانی اتهامات مذکور را رد کرده و از سمیه میرشمسی، راوی آزار جنسی، شکایت کرده است.

## جوایز و نامزدی‌ها
| سال  | اثر نامزدشده       | دسته                       | نتیجه    | منابع  |
| ---- | ------------------ | -------------------------- | -------- | ------ |
| ۱۳۷۸ | آسمان پرستاره      | بهترین بازیگر نقش مکمل مرد | نامزدشده |        |
| ۱۳۹۰ | زندگی خصوصی خرس    | بهترین بازیگر نقش اول مرد  | برنده    | [ ۱۰ ] |
| ۱۳۹۲ | قصه‌ها              | بهترین بازیگر نقش مکمل مرد | نامزدشده |        |
| ۱۳۹۳ | دوران عاشقی        | بهترین بازیگر نقش مکمل مرد | نامزدشده | [ ۱۱ ] |
| ۱۳۹۵ | دختر               | بهترین بازیگر نقش اول مرد  | نامزدشده | [ ۱۲ ] |
| ۱۳۹۶ | مغزهای کوچک زنگ‌زده | بهترین بازیگر نقش مکمل مرد | نامزدشده | [ ۱۳ ] |

| سال  | اثر نامزدشده       | دسته                       | نتیجه    | منابع  |
| ---- | ------------------ | -------------------------- | -------- | ------ |
| ۱۳۸۶ | پاداش سکوت         | بهترین بازیگر نقش مکمل مرد | نامزدشده |        |
| ۱۳۹۵ | کوچه بی‌نام         | بهترین بازیگر نقش اول مرد  | نامزدشده |        |
| ۱۳۹۶ | دختر               | بهترین بازیگر نقش اول مرد  | نامزدشده |        |
| ۱۳۹۸ | مغزهای کوچک زنگ‌زده | بهترین بازیگر نقش مکمل مرد | برنده    | [ ۱۴ ] |

| سال  | اثر نامزدشده | دسته                    | نتیجه | منابع  |
| ---- | ------------ | ----------------------- | ----- | ------ |
| ۱۳۹۴ | عصر یخبندان  | جایزه خلاقیت در بازیگری | برنده | [ ۱۵ ] |
| ۱۳۹۴ | دوران عاشقی  | جایزه خلاقیت در بازیگری | برنده | [ ۱۵ ] |
| ۱۳۹۴ | کوچه بی‌نام   | جایزه خلاقیت در بازیگری | برنده | [ ۱۵ ] |

| سال  | اثر نامزدشده       | دسته                   | نتیجه    | منابع  |
| ---- | ------------------ | ---------------------- | -------- | ------ |
| ۱۳۹۹ | هیولا              | بهترین بازیگر مرد کمدی | نامزدشده | [ ۱۶ ] |
| ۱۳۹۸ | مغزهای کوچک زنگ‌زده | بهترین بازیگر مرد      | نامزدشده |        |
| ۱۳۹۵ | دوران عاشقی        | بهترین بازیگر مرد      | برنده    |        |
| ۱۳۹۵ | کوچه بی‌نام         | بهترین بازیگر مرد      | برنده    |        |
| ۱۳۹۳ | به خاطر پونه       | بهترین بازیگر مرد      | نامزدشده |        |
| ۱۳۹۳ | من مادر هستم       | بهترین بازیگر مرد      | نامزدشده |        |
| ۱۳۹۰ | آشپزباشی           | بهترین بازیگر مرد کمدی | نامزدشده |        |
| ۱۳۸۴ | خانه‌ای در تاریکی   | بهترین بازیگر مرد درام | نامزدشده |        |

- نامزد جایزه بهترین بازیگر نقش مکمل مرد از ششمین دوره جشنواره بین‌المللی فیلم مقاومت برای بازی در سفر به چزابه - (۱۳۷۵)
- برنده جایزه بهترین بازیگر نقش اول مرد از سی و هشتمین دوره جشنواره بین‌المللی فیلم مسکو برای بازی در فیلم دختر - (۲۰۱۶)
- برنده جایزه بهترین بازیگر نقش اول مرد از دهمین دوره جشنواره بین‌المللی فیلم باتومی برای بازی در فیلم دختر - (۲۰۱۶)
- برنده طاووس نقره‌ای بهترین بازیگر مرد از چهل و هفتمین جشنواره بین‌المللی فیلم هند  برای بازی در فیلم دختر - (۲۰۱۶)
- نامزد جایزه بهترین بازیگر مرد از دهمین دوره جوایز اسکرین آسیا پاسیفیک برای بازی در فیلم

دختر - (۲۰۱۶)
- برنده جایزه بهترین بازیگر نقش اول مرد از پانزدهمین دوره جشنواره بین‌المللی فیلم داکا برای بازی در فیلم دختر - (۲۰۱۶)
- برنده جایزه بهترین بازیگر مرد از سی‌وسومین دوره جشنواره بین‌المللی فیلم مونس برای بازی در فیلم دختر - (۲۰۱۷)[۱۷]
- برنده جایزه بهترین بازیگر مرد  از پیففا مالزی برای بازی در فیلم دختر - (۲۰۱۸)